# Hans Åkerblad

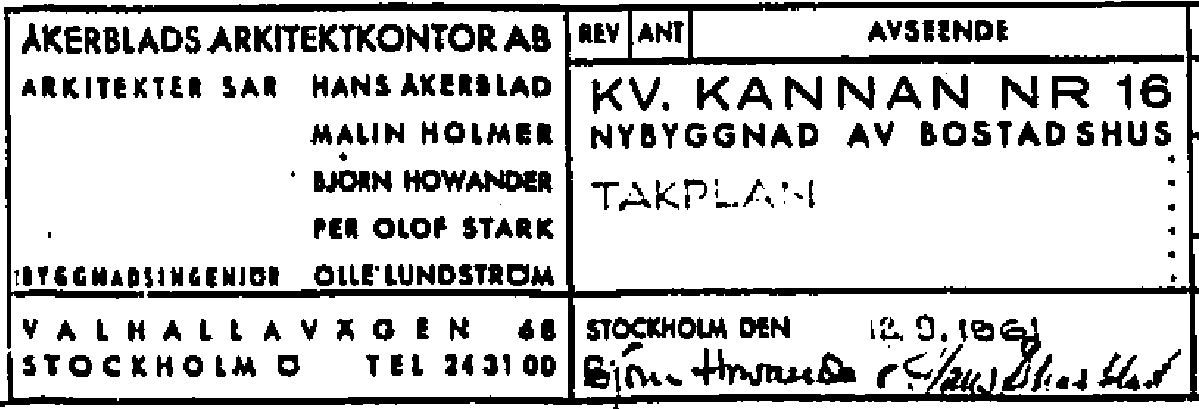
Åkerblads arkitektkontor 1961.

Hans Carl Ingvar Åkerblad, född 25 augusti 1919 i Solna, död 21 mars 2002 i Djursholm, var en svensk arkitekt.
Han studerade vid Kungliga tekniska högskolan till 1942 och tog examen från Kungliga konsthögskolan 1950. Från 1946 drev han egen verksamhet, Åkerblads Arkitektkontor. Till hans närmaste medarbetare hörde arkitekt Björn Howander med vilken han genomförde ett stort antal projekt.
Åkerblad var son till arkitekten Carl Åkerblad och far till arkitekten Mats Åkerblad som idag driver kontoret vidare i tredje generationen.
Hans Åkerblad är gravsatt i minneslunden på Danderyds kyrkogård.

## Verk i urval
- Villa i Djursholm 1949.
- Sockenvägen 571-575, kvarteret Kalkylatorn i Enskede, Stockholm 1949, (tillsammans med Carl Åkerblad)
- Planering av Jakobsbergs centrum, Järfälla kommun [4]
- Byggnad för Kungliga Telegrafstyrelsen, Lästmakargatan 9-13, Stockholm 1952, (tillsammans med Carl Åkerblad)
- Byggnad för Kungliga Telegrafstyrelsen, Lästmakargatan 19, Stockholm 1959
- Pensionärshem, kvarteret Palsternackan, Enskede 1955, (tillsammans med Carl Åkerblad)
- Villa i Saltsjö-Duvnäs 1956
- Radhus i Västerhaninge 1956
- Radhus i Lilla Edet 1956
- Wasavarvet, provisorium, Stockholm 1959–1961 (tillsammans med Björn Howander)
- Hus för Blomsterfonden i Liseberg, Stockholm, 1957 (tillsammans med Björn Howander)
- Bostadshus, Karlavägen 119 Stockholm, 1958–1961
- Villa Gordh, Johan Olof Wallins väg 6, Solna kyrkby, 1951 [5]
- Bostadshus, Torsgatan 80 - Gävlegatan 15 - Torsplan 1, Stockholm 1964 (tillsammans med Björn Howander)
- Bostadshus, Norrbackagatan 72, Torsgatan 79-81, Stockholm, 1962–1969 (tillsammans med Björn Howander)
- Bostadshus, Observatoriegatan 18, 20, Stockholm 1964–1970
- Kontorshus, Regeringsgatan 67, Oxtorgsgatan 2, Stockholm, 1971–1973 (tillsammans med Per Olof Stark)

## Bilder, arbeten i urval

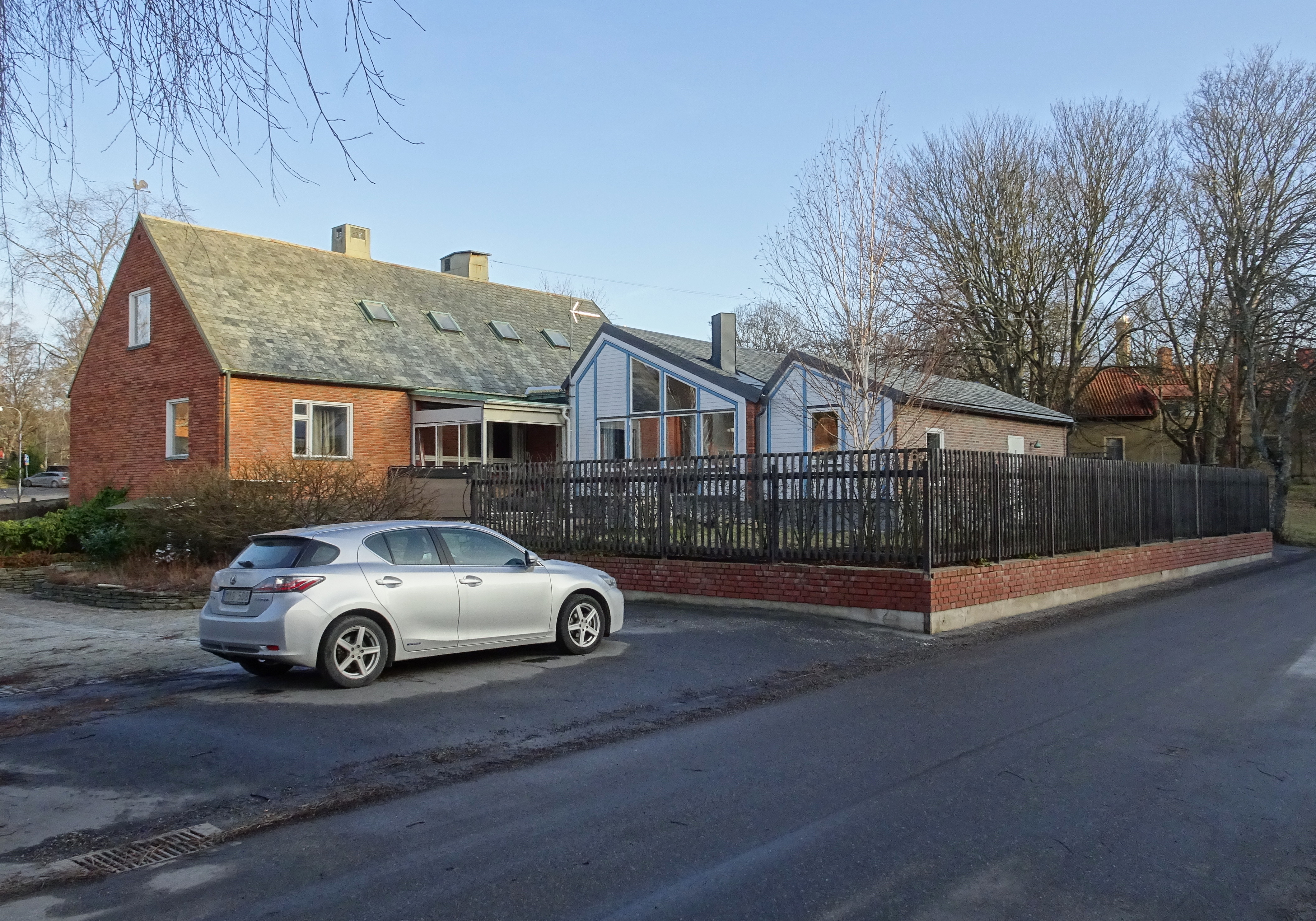
Villa Gordh i Solna kyrkby, ritad 1951 för Torsten Gordh.
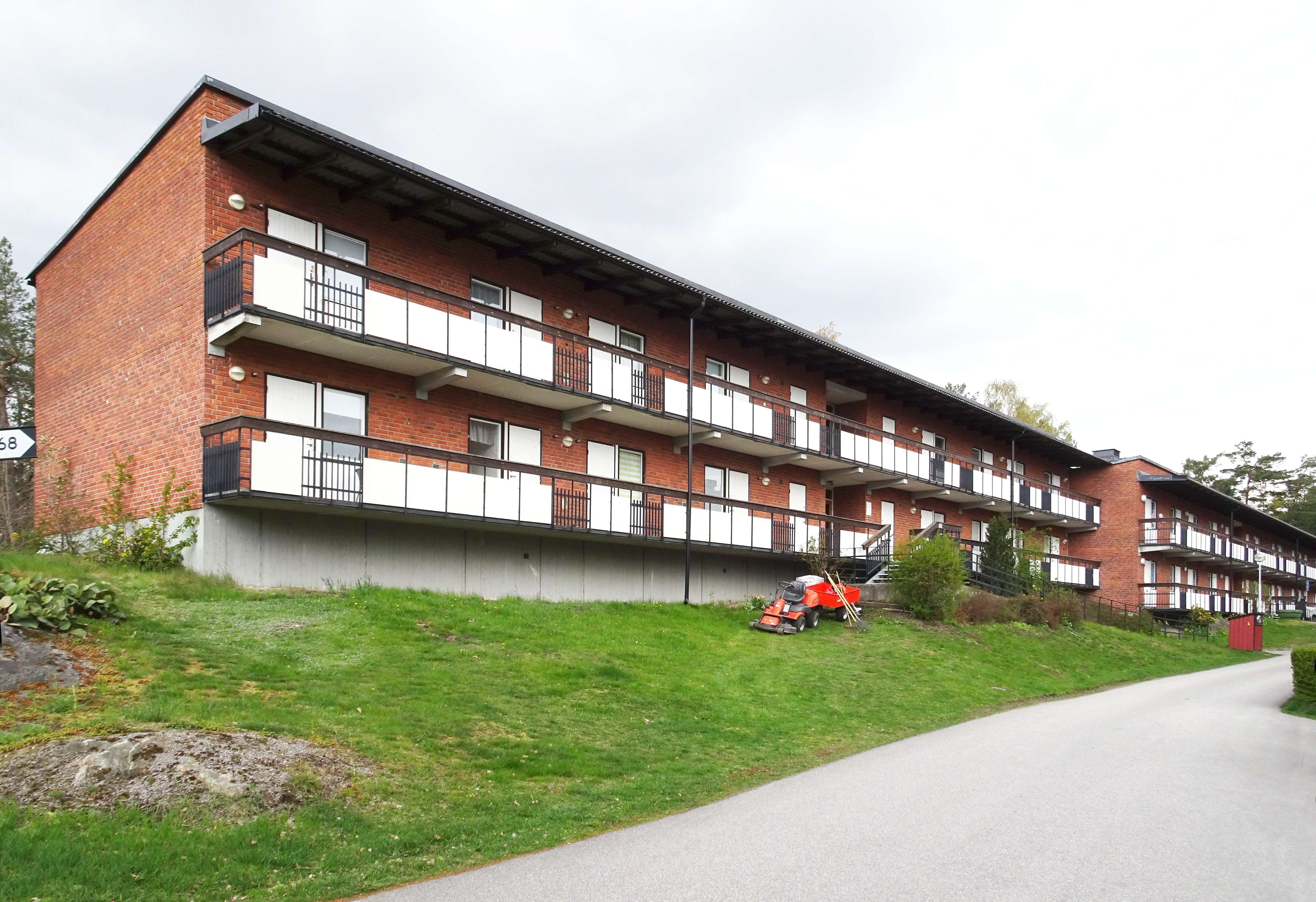
Blomsterfondens seniorboende i Liseberg.
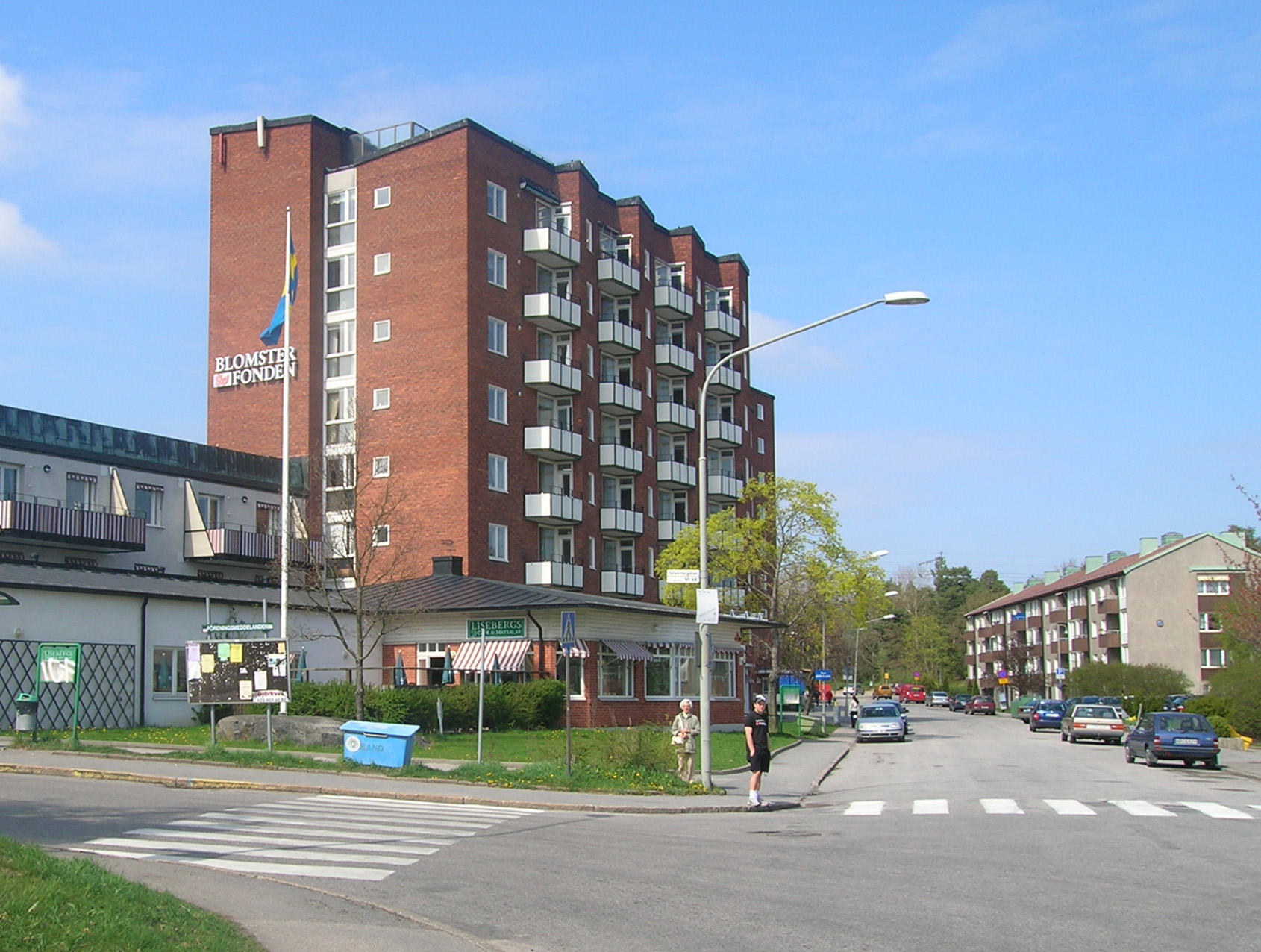
Blomsterfonden, Liseberg, södra Stockholm.
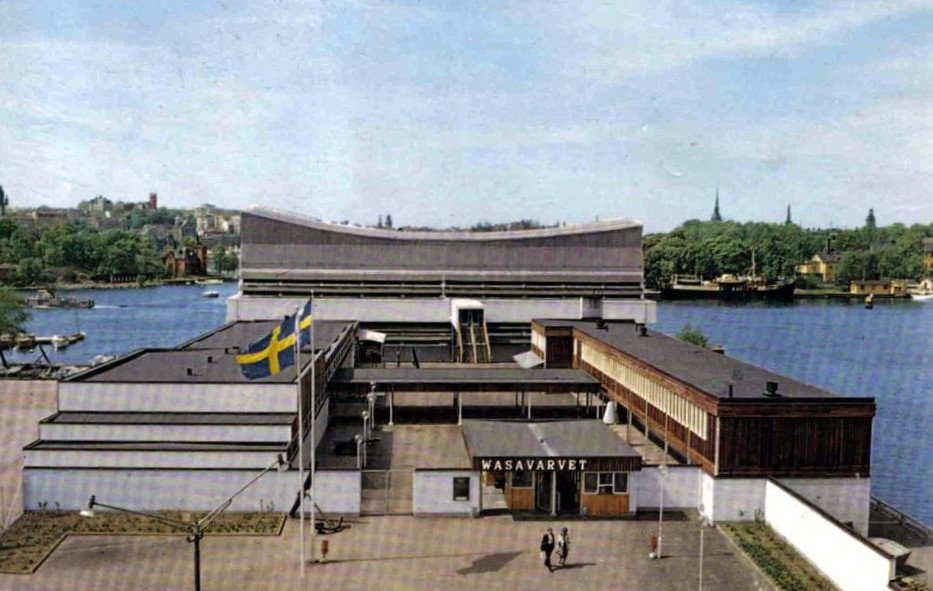
Wasavarvet, Södra Djurgården, Stockholm.
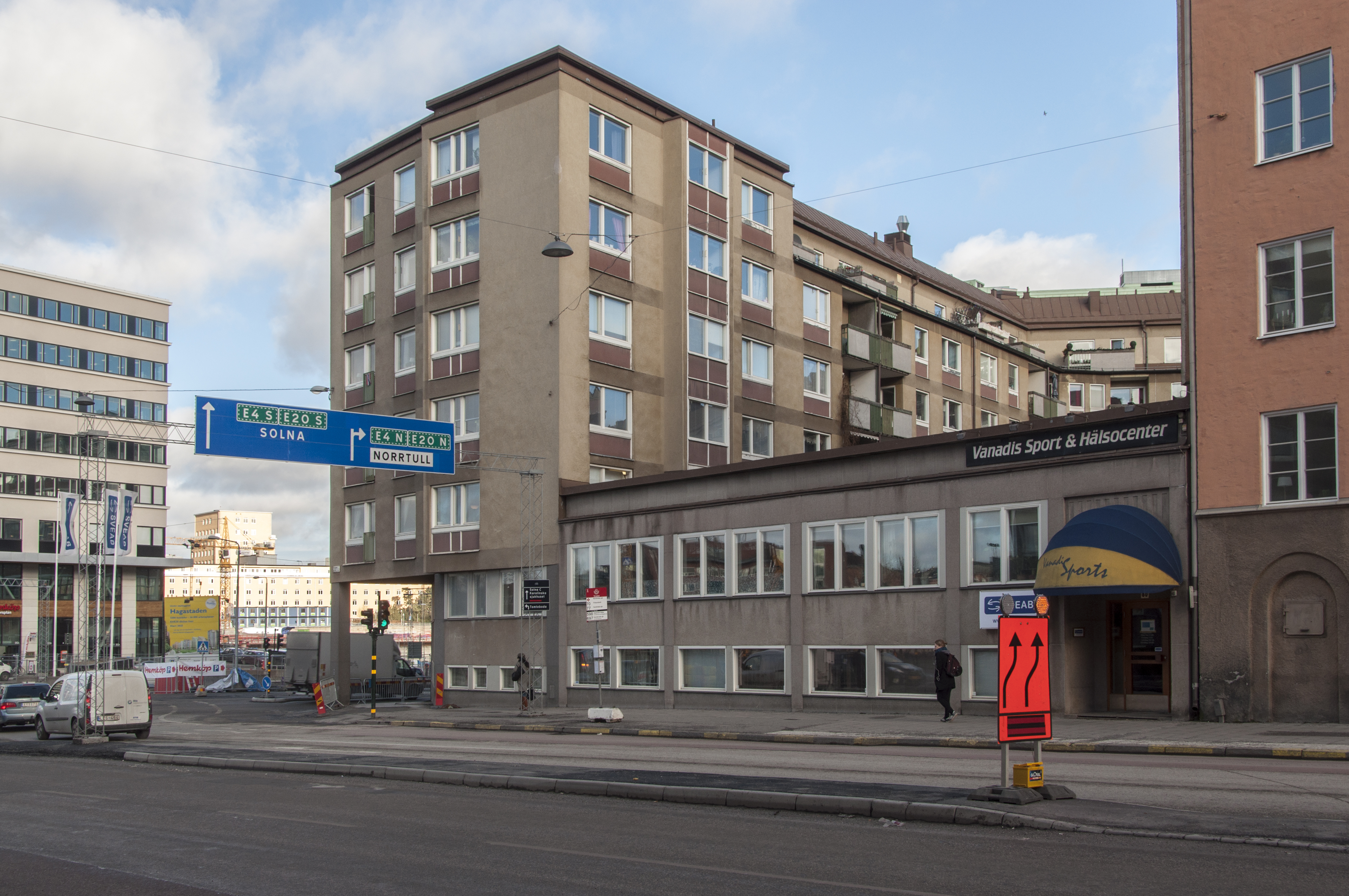
Torsgatan 80, Stockholm.